# Bóng rổ tại Đại hội Thể thao châu Á 1962
Bóng rổ là một trong 13 bộ môn thể thao được tổ chức tại Đại hội Thể thao châu Á 1962 ở Jakarta, Indonesia. Nó được tổ chức từ 25 tháng 8 đến 3 tháng 9 năm 1962.

## Huy chương giành được
| Nội dung | Vàng | Bạc | Đồng |
| -------- | --- | --- | --- |
| Nam      | Philippines (PHI) · Carlos Loyzaga · Alberto Reynoso · Alfonso Marquez · Cristobal Ramas · Edgardo Roque · Eduardo Pacheco · Engracio Arazas · Geronimo Cruz · Kurt Bachmann · Manuel Jocson · Narciso Bernardo · Roel Nadurata | Nhật Bản (JPN) · Atsunosuke Kimura · Kaoru Wakabayashi · Setsuo Nara · Shoji Kamata · Takao Kaneda · Kunihiko Nakamura · Makoto Kuwabara · Masashi Shiga · Taku Kawai · Yasukuni Oshima · Takashi Masuda | Hàn Quốc (KOR) · Kang Tae-Ha · Kim Yung-Ki · Kim In-Kun · Kim Chul-Kap · Moon Hyong-Jong · Bang Yul · Park Nam-Chung · Lee Kyung-Oo · Lee In-Pyo · Lee Jong-Hwan · Kim Young-Il |

## Bốc thăm
| Bảng A - Trung Hoa Dân Quốc - Indonesia - Hồng Kông | Bảng B - Philippines - Thái Lan - Campuchia | Bảng C - Nhật Bản - Hàn Quốc - Singapore - Mã Lai |

* Chính phủ Indonesian từ chối cấp thị thực cho đoàn Đài Loan.

## Kết quả

### Vòng loại

#### Bảng A
| Team      | Pld | W | L | PF | PA | PD | Pts |
| --------- | --- | - | - | -- | -- | -- | --- |
| Indonesia | 1   | 1 | 0 | 81 | 78 | +3 | 2   |
| Hồng Kông | 1   | 0 | 1 | 78 | 81 | −3 | 1   |

| 25 tháng 8 |  | Indonesia | 81–78 | Hồng Kông |  | Senayan Basketball Hall, Jakarta |

#### Bảng B
| Đội         | Pld | W | L | PF  | PA  | PD  | Pts |
| ----------- | --- | - | - | --- | --- | --- | --- |
| Philippines | 2   | 2 | 0 | 153 | 113 | +40 | 4   |
| Thái Lan    | 2   | 1 | 1 | 125 | 128 | −3  | 3   |
| Campuchia   | 2   | 0 | 2 | 108 | 145 | −37 | 2   |

| 25 tháng 8 |  | Thái Lan | 64–56 | Campuchia |  | Senayan Basketball Hall, Jakarta |

| 26 tháng 8 |  | Philippines | 81–52 | Campuchia |  | Senayan Basketball Hall, Jakarta |

| 27 tháng 8 |  | Philippines | 72–61 | Thái Lan |  | Senayan Basketball Hall, Jakarta |

#### Bảng C
| Đội       | Pld | W | L | PF  | PA  | PD  | Pts |
| --------- | --- | - | - | --- | --- | --- | --- |
| Nhật Bản  | 3   | 3 | 0 | 236 | 171 | +65 | 6   |
| Hàn Quốc  | 3   | 2 | 1 | 236 | 203 | +24 | 5   |
| Singapore | 3   | 1 | 2 | 216 | 247 | −29 | 4   |
| Mã Lai    | 3   | 0 | 3 | 184 | 244 | −60 | 3   |

| 25 tháng 8 |  | Hàn Quốc | 84–65 | Mã Lai |  | Senayan Basketball Hall, Jakarta |

| 25 tháng 8 |  | Nhật Bản | 97–48 | Singapore |  | Senayan Basketball Hall, Jakarta |

| 26 tháng 8 |  | Hàn Quốc | 87–73 | Singapore |  | Senayan Basketball Hall, Jakarta |

| 26 tháng 8 |  | Nhật Bản | 65–58 | Mã Lai |  | Senayan Basketball Hall, Jakarta |

| 27 tháng 8 |  | Singapore | 95–61 | Mã Lai |  | Senayan Basketball Hall, Jakarta |

| 27 tháng 8 |  | Nhật Bản | 74–65 | Hàn Quốc |  | Senayan Basketball Hall, Jakarta |

### Vòng cuối

#### Xếp hạng 7 đến 9
| Đội       | Pld | W | L | PF  | PA  | PD  | Pts |
| --------- | --- | - | - | --- | --- | --- | --- |
| Campuchia | 2   | 2 | 0 | 149 | 131 | +18 | 4   |
| Singapore | 2   | 1 | 1 | 156 | 142 | +14 | 3   |
| Mã Lai    | 2   | 0 | 2 | 126 | 158 | −32 | 2   |

| 29 tháng 8 |  | Campuchia | 76–71 | Singapore |  | Senayan Basketball Hall, Jakarta |

| 30 tháng 8 |  | Campuchia | 73–60 | Mã Lai |  | Senayan Basketball Hall, Jakarta |

| 31 tháng 8 |  | Singapore | 85–66 | Mã Lai |  | Senayan Basketball Hall, Jakarta |

#### Nhà vô địch
| Đội         | Pld | W | L | PF  | PA  | PD   | Pts |
| ----------- | --- | - | - | --- | --- | ---- | --- |
| Philippines | 5   | 5 | 0 | 500 | 350 | +150 | 10  |
| Nhật Bản    | 5   | 4 | 1 | 406 | 364 | +42  | 9   |
| Hàn Quốc    | 5   | 3 | 2 | 410 | 364 | +46  | 8   |
| Thái Lan    | 5   | 2 | 3 | 381 | 438 | −57  | 7   |
| Indonesia   | 5   | 1 | 4 | 422 | 494 | −72  | 6   |
| Hồng Kông   | 5   | 0 | 5 | 387 | 496 | −109 | 5   |

| 29 tháng 8 |  | Philippines | 84–68 | Hàn Quốc |  | Senayan Basketball Hall, Jakarta |

| 29 tháng 8 |  | Nhật Bản | 88–62 | Hồng Kông |  | Senayan Basketball Hall, Jakarta |

| 29 tháng 8 |  | Indonesia | 76–86 | Thái Lan |  | Senayan Basketball Hall, Jakarta |

| 30 tháng 8 |  | Nhật Bản | 81–66 | Thái Lan |  | Senayan Basketball Hall, Jakarta |

| 30 tháng 8 |  | Hồng Kông | 72–90 | Hàn Quốc |  | Senayan Basketball Hall, Jakarta |

| 30 tháng 8 |  | Indonesia | 74–107 | Philippines |  | Senayan Basketball Hall, Jakarta |

| 31 tháng 8 |  | Philippines | 108–73 | Thái Lan |  | Senayan Basketball Hall, Jakarta |

| 31 tháng 8 |  | Nhật Bản | 75–58 | Hàn Quốc |  | Senayan Basketball Hall, Jakarta |

| 31 tháng 8 |  | Indonesia | 120–106 | Hồng Kông |  | Senayan Basketball Hall, Jakarta |

| 2 tháng 9 |  | Philippines | 100–68 | Hồng Kông |  | Senayan Basketball Hall, Jakarta |

| 2 tháng 9 |  | Thái Lan | 58–94 | Hàn Quốc |  | Senayan Basketball Hall, Jakarta |

| 2 tháng 9 |  | Indonesia | 77–95 | Nhật Bản |  | Senayan Basketball Hall, Jakarta |

| 3 tháng 9 |  | Hồng Kông | 79–98 | Thái Lan |  | Senayan Basketball Hall, Jakarta |

| 3 tháng 9 |  | Indonesia | 75–100 | Hàn Quốc |  | Senayan Basketball Hall, Jakarta |

| 3 tháng 9 |  | Philippines | 101–67 | Nhật Bản |  | Senayan Basketball Hall, Jakarta |

## Thứ hạng cuối
| Hạng | Đội         | Pld | W | L |
| ---- | ----------- | --- | - | - |
|      | Philippines | 7   | 7 | 0 |
|      | Nhật Bản    | 8   | 7 | 1 |
|      | Hàn Quốc    | 8   | 5 | 3 |
| 4    | Thái Lan    | 7   | 3 | 4 |
| 5    | Indonesia   | 6   | 2 | 4 |
| 6    | Hồng Kông   | 6   | 0 | 6 |
| 7    | Campuchia   | 4   | 2 | 2 |
| 8    | Singapore   | 5   | 2 | 3 |
| 9    | Mã Lai      | 5   | 0 | 5 |